# Notropis chrosomus
Cá bảo liên đăng hay còn gọi là Tử quang tinh linh (Danh pháp khoa học: Notropis chrosomus) là một loài cá vây tia thuộc chi Notropis. Chúng có tên gọi là Tử quang tinh linh (chữ Hán: 紫光精灵; bính âm: Zǐguāng jīnglíng). Đây là một loài cá cảnh đẹp và hiếm.